# 堕ちる
『堕ちる』（おちる、英:Ochiru）は、2016年に公開された日本の短編映画。監督・脚本は村山和也。織物の町桐生市を舞台に、地下アイドルにのめりこむ独身中年男性を描く。映画祭での上映はSNSで話題を呼び、短編映画として異例の劇場公開を果たした。作中のアイドル「めめたん」は実在のアイドル錦織めぐみが演じた。
本作は村山の初監督作品であり、長編映画製作のスキルを示すため、短編映画ながら長編的な三幕構成で制作されている。「職人×地下アイドル」という珍しい題材が注目され、また地下アイドル界隈の描写のリアリティの高さなどから、主にアイドルファンを中心として高い評価を受けた。ゆうばり国際ファンタスティック映画祭、京都国際映画祭、La Cabina映画祭にて受賞。 
本作は日本内外の映画祭・上映会で上映を重ねたが、配信権に関する問題のため、一般配信の目途は立っていない。

## あらすじ
桐生織をはじめとする織物で知られる町、群馬県桐生市。寡黙で熟練の織物職人耕平は、老舗の織物工場で黙々と働いている。そこへ工場の二代目社長が現れ、傷のため返品された帯を耕平に見せ、働きぶりを責める。
耕平は気分転換に理髪店へ出かけると、店の手伝いをする見ず知らずの少女めぐみと出会う。耕平は舞うように鮮やかにホウキを手繰るめぐみに魅了され、さらに、シャンプーの際に不意にもめぐみと目が合い動揺する。
めぐみに気をひかれた耕平は翌日も理髪店を訪れるが、めぐみは入れ違いに店を後にする。散髪店の店主はめぐみが自分の娘であり、プロ歌手を目指してライブハウスで活動していると明かす。店主はできたら娘を応援してほしいと頼み込み、耕平はこれまで縁のなかったライブハウスに赴くことにする。
耕平はどうにか見つけた地下のライブハウスに、ためらいながらも入店する。耕平はこれまでまったく目にしたことのない地下アイドルライブの様子に困惑し、さらに地下アイドル「めめたん」としてステージに立つめぐみを見て驚愕する。耕平は呆然とするものの、ライブが始まると瞬く間にめめたんのパフォーマンスに魅せられて、いつの間にか握手会に列をなしていた。

## 登場人物・キャスト
耕平
演 - 中村まこと
本作の主人公。無口で真面目な55歳の熟練織物職人。職場と家とを往復するだけの無感動な日々を過ごしていたが、めめたんと出会うことで日常がうるおいをとりもどしていく。作中ではひと言しか言葉を発しない。
めぐみ
演 - 錦織めぐみ
中学生の地下アイドル。東京に行きたいという夢を持っている。
二代目社長
演 - 古川順

## スタッフ
出典はすべて映画情報サイトのシネマトゥデイの記事より。
- 監督・脚本：村山和也

- 撮影監督：金子聡司

- 撮影：柏崎佑介

- 助監督：山下晃平

- 録音：川目誠

- プロデューサー：石原裕久

- 制作担当：境由布子

- 音楽：前口渉

- 整音：村井宏志

- カラーリスト：三浦徹、鈴木イブゲニ

- 衣装製作・スタイリスト（めめたん）：鈴木亜香弥

- ヘアメイク・スタイリスト：西尾潤子

- ヘアメイク（めめたん）：檜山香央里

- 小道具：當間一花

- 主題歌：めめたん

## 制作
1. 監督・俳優の写真
2. 上映会・映画祭の写真
3. 桐生織の写真
4. セーブオン・紡織工場などロケ地の写真

### 監督
本作の監督・脚本は、映像ディレクターの村山和也が務めた。本作が村山にとって一作目の映画作品である。村山は長らく映画を撮りたいと想い続けており、本編は長編映画の制作能力をプレゼンするために企画・制作された。
村山はニューヨーク市立大学の映画学科で映画を学んでいたが、家庭の事情により帰国している。帰国後も映画製作の道を模索したが、映画では生計が立たないという現実があり、ビジネスとして成り立ってるMV(ミュージック・ビデオ)やCM(コマーシャルメッセージ)などの監督になってから映画に挑戦しようと考え、まずCM制作会社に就職した。村山はCMの制作会社でのアルバイトやフリーランスを経て、2008年頃から映像ディレクターになった。映像ディレクターの仕事としてはCMやMVが多く、NMB48などのアイドルグループの映像も手掛けた。
村山は日々の請負仕事で映画への情熱を忘れかけていたが、あるアイドルのライブのオープニング映像を監督してそのライブを観に行ったところ、自分が監督した映像が映されるより先にアイドルが登場し、映像を誰も観ていないという状況を目の当たりにし、そこで「みんなが観にきてくれる自分の映像を作りたい」と思い直した。その後、村山は映画作家を育てるプロジェクトに脚本を出したり、映画のプロデューサーに会いに行ったりしたが、どれも上手くいかず、結局は自分で企画を通すしかないと考え、数年間多方面に企画を出し、『堕ちる』の企画がやっと通った。

### 着想と脚本

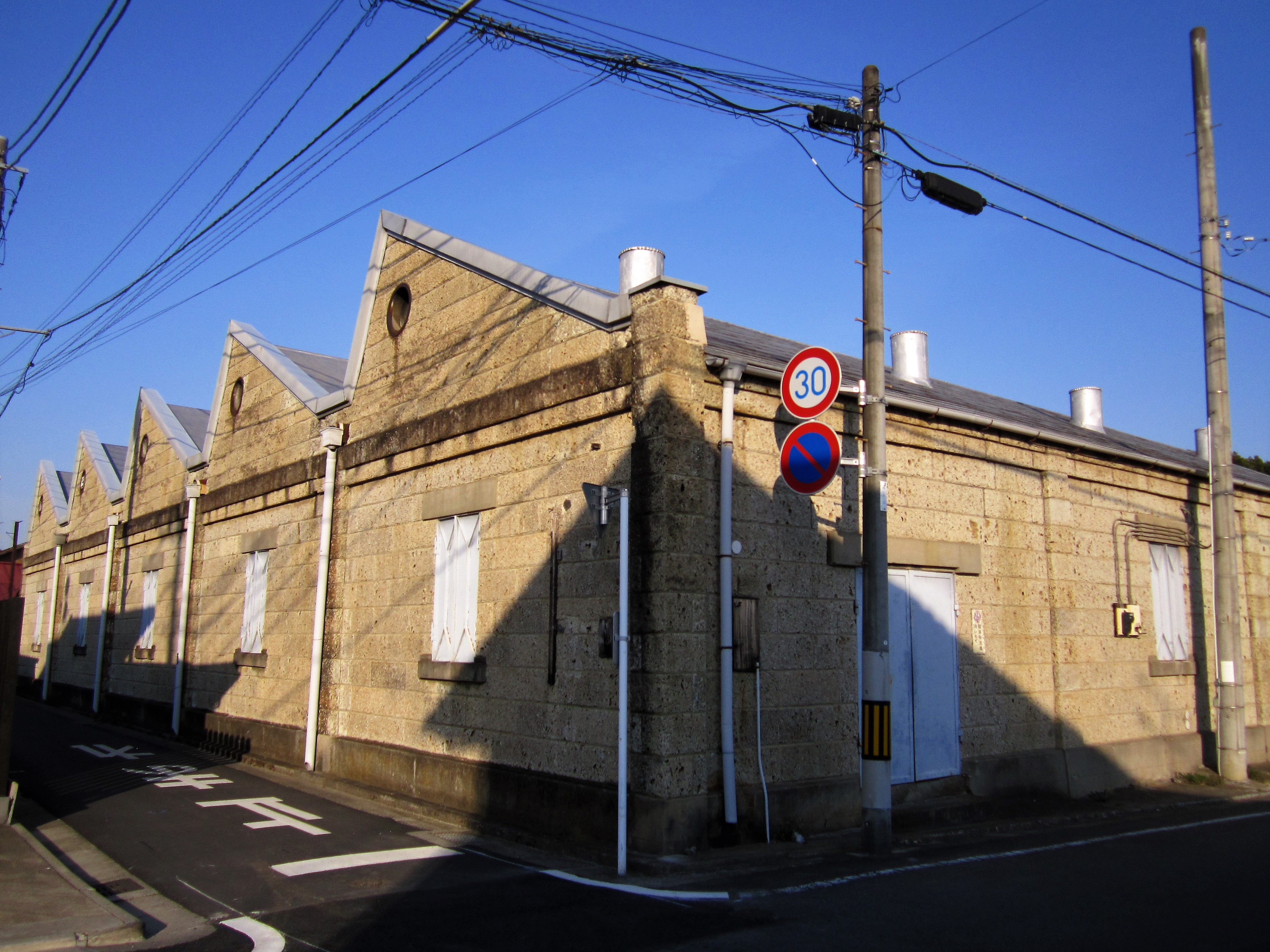
(参考)桐生市ののこぎり屋根工場

『堕ちる』の脚本は桐生市で行われるきりゅう映画祭の企画コンペに向けて書かれた。きりゅう映画祭は、桐生青年会議所が主催する、桐生市及びみどり市の魅力を映画で全国に発信するための映画祭。コンペの条件の一つに「ロケ地の大半が桐生市内、みどり市内で行われるもの」とあり、作品の舞台は桐生市に設定された。
村山は『堕ちる』以前にもインターネット上の情報のみで企画を考えて同コンペに応募したが通らず、本作では実際に桐生まで足を運び企画を作成した。シナリオハンティングのために街を歩くと洋服屋が多く、伝統的なのこぎり屋根工場の建物もあり、織物が有名なファッションの街だと知った。そこで「桐生織の職人」を思い浮かべ、次に今までやってきたMVなどの仕事から「アイドル」の要素を組み合わせた。村山はこれまで男女問わずアイドルと仕事をしてきたので、「アイドル」を題材にしたほうが自分がつくる意味があると考えた。最初の企画書は単純に「桐生織×アイドル」であったが、当時「地下アイドル」という単語がキャッチーになってきていたため、地下アイドルと設定された。

本作品のストーリーは村山が自身を投影している部分があり、耕平を自分自身に重ねて描いたという。
本作は短編映画ながら、長編映画のベーシックな構成である三幕構成で脚本が書かれている。これは王道のフォーマットでどれぐらい人間を演出できるか見せるため、および、長編映画の作成能力をプレゼンするため。

#### 取材

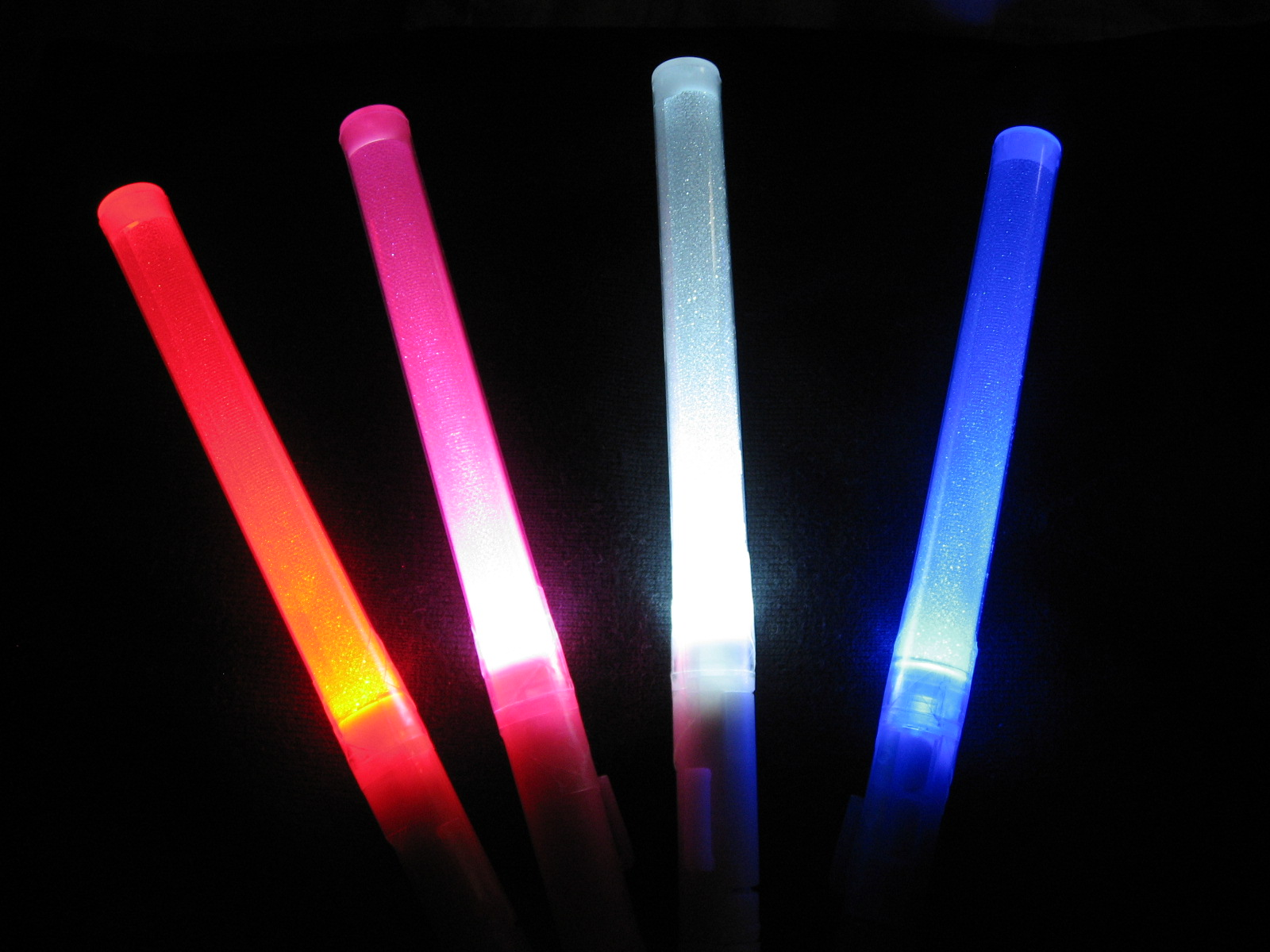
(参考)ペンライト

本作は地下アイドルの現場やオタクたちがリアルに描かれていると評されるが、村山はアイドルファンではまったくない。村山は「アイドルファンの方が観てリアルだと思うのは最低限必要」と考え、実際にファンミーティングやライブに取材に行き、アイドル好きに脚本を読んでもらうなどして脚本を作りこんだ。
村山は2016年3月、初めてアイドルのライブに行きペンライトを触ったが、ペンライトの色の変え方がわからないという場面は、実体験からきたもの。物販や握手会、客の雰囲気など、その時に得た強烈な印象を映画に反映させた。耕平がめめたんにそっと耳打ちされて恋に落ちるシーンも、アイドルファンへの取材で得たエピソードがそのまま反映されたもの。

#### タイトル
タイトルの『堕ちる』には、『恋に落ちる』、『堕落する』、『話がオチる』、『つきものが落ちる』等のさまざまな意味が込められている。

### キャスティング

#### 耕平
耕平は劇団猫のホテルの創設メンバーの看板役者、中村まことが演じた。村山によると、存在感を持っている役者がなかなか見つからず苦労したが、中村は職人らしさもあり、ストイックな印象が似合うと考えて第一印象で依頼した。当初、演劇に詳しい知人のプロデューサーより劇団猫のホテルの他の役者を提案されたが、村山は劇団のホームページを見て中村がよいと考え、中村に脚本を送った。中村は出演のオファーに対して時間をかけて考え、返事をしばらく保留した。撮影予定日が舞台の稽古期間中であることから、なかなか出演の承諾は得られなかったが、セリフが少ない点や、撮影がわずか2日間ということもあり、受け入れられた。

#### めぐみ
めぐみ役は、現役のアイドルであり自身も“めめたん”の愛称を持つ錦織めぐみが務めた。村山はかつて錦織の所属するアイドルグループ「Luce Twinkle Wink☆」のMV2本 (『恋色♡思考回路』『1st Love Story』)を監督したことがあり、その時のアイドルらしい動きやアニメ声が役にハマりそうだと考えた。村山はかつて錦織のグループのMVを撮影した時に、ソロで光る印象を受けたため、彼女以外いないと思いオファーした。また、錦織めぐみには役名でもある”めめたん”という愛称があり、村山はその言葉の響きが非常に気に入っていた。錦織は織物に縁のある名前であるが、これは偶然によるもの。

#### その他
アイドルファンを演じた俳優のうち、最も喋る人物は制作会社の人間であるが、他は地元市民によるエキストラ。桐生は毎年映画祭を開催していることから常連の応募があり、耕平と同じアパートのおばあちゃん、コンビニのおばちゃん、床屋の理容師もエキストラに応募した市民。

### 美術
作中、耕平がめめたんのために制作したステージ衣装は、支給された桐生織を使い、普段よりLuceの衣装を担当している衣装デザイナー/スタイリストの鈴木亜香弥が作成した。『堕ちる』のタイトル文字も衣装担当者が書いたもの。最初は紙を用意して書いたが、村山の納得のいくものにならず、スターバックスのナプキンに書いた文字が採用された。ナプキンに書くことで、ざらついた質感が出たという。

### 演技・役作り

#### 耕平
耕平はほとんど声を発さない描かれ方をしている。「耕平」の名は、村山と一緒に暮らしていたにもかかわらず、ほとんど言葉を交わさなかった寡黙な叔父の名前からとった。喋らないという設定は、一度脚本を書いてみたら台詞が少なかったということもあり、「台詞がひとことだけ」という設定はインパクトがあって良いと考えたため。
撮影中、中村の演技はほとんどおまかせで、何も言わなくてもシーンに合わせていい表情の演技をするため、すんなりと撮影は進んだ。村山によれば、中村は役に入る俳優で、撮影最初の病院のシーンではぐったりしていたが、最後のシーンではしつこいくらいに絡んでくるようになり、村山は「本当にその時のキャラに入り込むんだな、役者だな」と印象を述べている。

#### めめたん
普段のめめたんとステージの時のめめたんとの差をつけるため、床屋で働く時のめめたんは非常に薄いメイクであった。撮影2日目の後半、錦織は声帯結節のため声がほとんど出せない状況で撮影した。

### 製作準備と撮影
映画撮影にあたり奨励金として70万円が支給されたが、製作費は70万円には収まらなかった。村山によると、制作会社にもスタッフにも多大な迷惑をかけたが、今まで仕事を一緒にしてきたという関係性があったからこそ低予算でできた映画であり、トータルでいくらかかったかは分からないという。
『堕ちる』は2016年の6月に、2日ほどで撮影された。予算がないことから役者の拘束もできず、ほぼ寝ずに48時間ほどで撮影された。主人公の部屋は旅館の和室を利用して撮影した。現場の裏側では布団が積んでいる合宿所のようなところで、撮影後に寝泊まりしていた。地方自治体の施設で撮影しているので、時間の制限がある場所を先に優先し、まとめて撮影していった。エキストラが必要なシーンもまとめて撮影された。
村山は作中の空の雲のイラスト作成や、特撮シーンのデジタル合成など、特殊効果も自身で行っている。これまで村山が手掛けてきたMVは予算のない仕事もあってスタジオにも入れないことも多かったため、自分で映像を加工する技術も自然と身についており、本作はこれまでの仕事の集大成としての側面もあるとしている。

#### ロケ地
- 桐生駅
- 桐生厚生総合病院
- セーブオン錦町店
- ライブハウス VAROCK
- シミズ理容所
- ジョイタウン広場 ステージ棟　等

### プロモーション
プロモーションはすべて村山自身が行った。電話やメールで地道に多方面にアプローチしたが、地方の映画館にはかなり冷たい対応をされたこともあったという。

## 主題歌
主題歌はめめたん(錦織めぐみ)が歌う「wonderland」。同曲は村山の中学時代からの友人であり、音楽家としてアニメ・アイドルを中心に作曲・編曲を手がけている前口渉が書き下ろした。村山は、松浦亜弥などソロのアイドルが盛り上がっていた時代の楽曲のイメージで作曲を依頼した。映画のあらすじを見てから作詞されたため、耕平の心情が深く織り込まれた詩となった。錦織はこの曲について、「落ちサビ」の部分が一番好きであるとしている。

## 上映会と反響

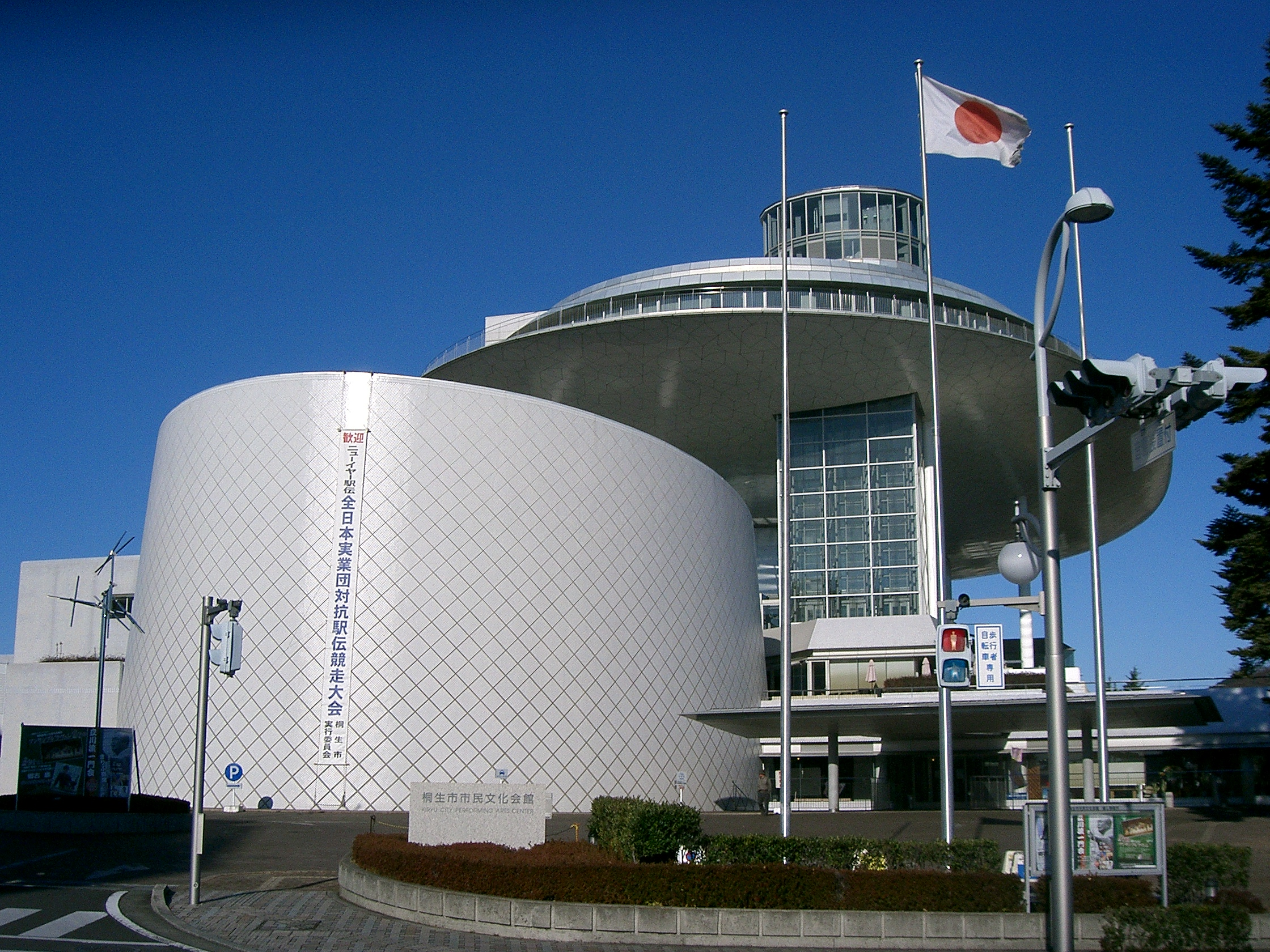
桐生市市民文化会館

きりゅう映画祭上映前の2016年8月、Youtube上に『堕ちる』の予告編がアップロードされると、コメント欄には「見たい！」「一般公開して！」などのコメントが多数寄せられ、「気になる問題作が紛れている」とSNSを中心に公開前より話題になった。
2016年9月10日、桐生市市民文化会館で行われた第6回きりゅう映画祭にて『堕ちる』は初上映された。舞台挨拶には出演した錦織めぐみと涼掛凛が登壇し、映画祭閉幕後にはチェキ会が催された。きりゅう映画祭で上映された際は、好意的な意見がありつつも、同業者からは批判的な声も受けた。しかし、SNSではたちまち話題になり、実際の観客からは「主人公の堕ち方がおもしろい」「いままで見てきたアイドル界隈のリアルが描かれている」など、特にアイドルファンからの評価は高く、また、中には現役アイドルからの鑑賞報告もあった。
きりゅう映画祭での上映以来、出演の中村まことや錦織めぐみ、映画評論家の柳下毅一郎、コラムニストのジェーン・スー、タレントの松尾貴史などを招き、主に上映会＋トークショーという形で上映が続けられた。また2017年1月の上映会では「現役アイドル入場無料」をうたったところ、20名近くの現役アイドルが来場し、本物のアイドルからも注目を受けていることが伝えられた。
本作は映画祭や単発のイベントだけで公開されていたことから、「見たいのに見られない映画」として話題になったが、2017年4月にシネマート新宿で1週間の劇場上映を果たした。

## 評価
音楽プロデューサーのサエキけんぞうは、地下アイドルの黎明期にイベントに関わっていた自身の経験を踏まえて、『堕ちる』は「アイドル・オタクの言動、ふり一つまで完璧に描き切っている」とし、同ジャンルで先行するTVドラマ『あまちゃん』をはるかに凌ぐ出来栄えであると評した。サエキは本作をあまちゃんと対比し、本作にはアイドル現象に対する確かな批評心、過疎化する地方都市に対する愛情が混じった厳しい現状認識があると分析している。
メディアプロダクションKAI-YOUの編集者であり、演劇集団の裏方も務めるコダック川口は、「あるある！」と思いつつ、アイドルファンのデリケートな部分にまでタッチしている印象を受けたと評した。川口は、自分の娘であってもおかしくない年齢の女の子にガチ恋してしまったおじさんの末路を目の当たりにし、あまりにも苦しく切な過ぎる姿に胸が打たれ、身につまされたという。
現役地下アイドル/ライターの姫乃たまは、リアルサウンド映画部における栗原裕一郎との対談にて、耕平が普段から彼女のことを考えて楽しそうにしたり、ファンミーティングでほかのファンと仲良くなったりしていく姿を観て思わず落涙したことを明かした。姫乃はアイドル当事者として我が身に引き寄せて、私はファンに対してこれくらい希望を与えられているんだろうかと、慣れてしまった地下アイドルの魅力を改めて思い出したという。また、アイドルファンの描写にも触れ、「逆に嘘くさくなるくらいリアルでした」「超“あるある”です」「内部から見ると相当あるあるだしリアルなんですけどね。実際あんな感じです」と評し、「アイドルファンの良くも悪くも永遠が映し出された、いい映画でしたね」と結んだ。
ライターのむらたえりかは、村山がアイドルのミュージックビデオも手掛けている映像作家であることを踏まえ、耕平やめめたんの表情や足取りを追うミュージックビデオのようなカットが印象的だったとしている。同作は現実と虚構のバランスが良い意味で不安定で、観客の客観と主観を揺さぶり、映像によって否応なしに個人の感情をつつかれるため、スピード感があるのに30分が濃密な時間に感じられると評した。
映画ライターの滝口アキラは、主役両名の演技を絶賛し、中村まことについて、『ブリッジ・オブ・スパイ』のマーク・ライランスの様に、登場した瞬間その眼差しと存在感により、観客の興味と注意を引き付けると称えた。また、錦織めぐみについて「ある意味薄情な女と取られかねない役柄なのだが、彼女の自然なキャラクターによって、耕平が一目で魅了されるのも無理なく表現されているのは、さすが現役アイドルならではだと言える」と評した。

## 受賞歴
- ゆうばり国際ファンタスティック映画祭 2017 オフシアター・コンペティション部門 スペシャルメンション[27]
- 京都国際映画祭 2017  エンターテインメント映像部門 準グランプリ[28]
- La Cabina映画祭 2017 オフィシャル・コンペ部門 最優秀作品賞・最優秀俳優賞(中村まこと)・最優秀音楽賞(前口渉)[29][30]

## 配信
村山によると、配信権を主張するプロデューサーとの話し合いが進んでいないため、2023年時点現在『堕ちる』の配信の目途は立っていない。村山は配信情報の希望者に向けて、ウェイティングリストを公開している。

### 各種データベース
- 堕ちる - allcinema
- 堕ちる - 映画.com
- 堕ちる - KINENOTE
- 堕ちる - シネマトゥデイ
- 堕ちる - 文化庁日本映画情報システム？
- 堕ちる - MOVIE WALKER PRESS
- 堕ちる - IMDb（英語）